# Charlie Chan und der Fluch der Drachenkönigin
Charlie Chan und der Fluch der Drachenkönigin ist ein US-amerikanischer Film aus dem Jahre 1981 (Originaltitel: Charlie Chan and the Curse of the Dragon Queen).
Bei Charlie Chan, der Hauptfigur der Geschichte, handelt es sich um eine fiktive Gestalt des Schriftstellers Earl Derr Biggers.
Ein Serienkiller treibt sein Unwesen in San Francisco, so dass sich der pensionierte Geheimdetektiv Charlie Chan mitsamt seinem eher tollpatschigen Enkel des Falles annehmen muss. Es stellt sich heraus, dass die Drachenkönigin hinter den Morden steckt.

## Kritik
„Neuauflage der alten Kinofigur inmitten vertrauter Versatzstücke. An Stelle von spannender und witziger Kriminalunterhaltung bietet der Film Klamauk und Kalauer.“